# Dakschild

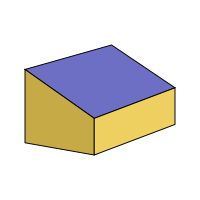
lessenaarsdak, 1 dakvlak in blauw

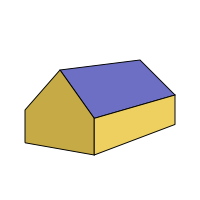
zadeldak, 2 dakvlakken

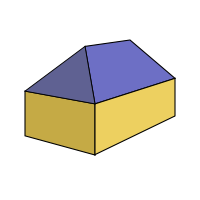
schilddak, 4 dakvlakken

tentdak, 4 dakvlakken

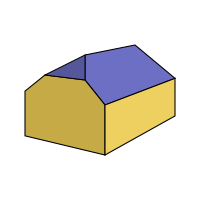
wolfsdak, 4 dakvlakken

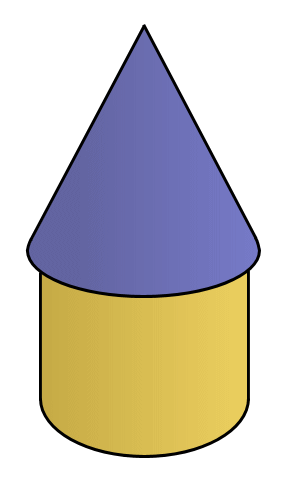
kegeldak, 1 of vele dakvlakken

Een dakschild of dakvlak is een hellend vlak in een dak, waarvan één of meerdere samen de dakvorm bepalen. Afhankelijk van het type dak heeft een dak een of meer dakschilden. Afhankelijk van plaats en grootte kunnen de verschillende dakschilden benoemd worden als voor- en  eindschild, rechter- en linkerschild. In de regel wordt een dakschild afgewerkt met een dakbedekking om het onderliggende gebouw of kunstwerk tegen weersinvloeden te beschermen.
Afhankelijk van het type dak, heeft een dak een of meer dakschilden, enkele voorbeelden: 
- een lessenaarsdak heeft één schuin aflopend dakvlak;
- een zadeldak heeft twee schilden die samenkomen in de nok;
- een schilddak heeft vier dakschilden die samenkomen in de nok;
- een tentdak heeft ook vier of meer driehoekige dakvlakken, de hoekkepers komen samen in een punt, zodat de nok ontbreekt;
- een wolfsdak of wolfdak heeft eveneens vier vlakken, gelijkvormig aan het schilddak, maar de basis van de schilden ligt niet op dezelfde hoogte;
- een kegeldak heeft één of vele dakschilden die samen een kegel lijken te vormen.

Een dakschild hoeft niet vlak te zijn, maar kan ook gebogen of geknikt zijn: 
- geknikt dakschild: een dakschild dat naar binnen geknikt is;
- gebroken dakschild: een dakschild dat naar buiten geknikt is;
- hol gebogen dakschild: een dakschild dat naar binnen gebogen is;
- bol gebogen dakschild: een dakschild dat naar buiten gebogen is.

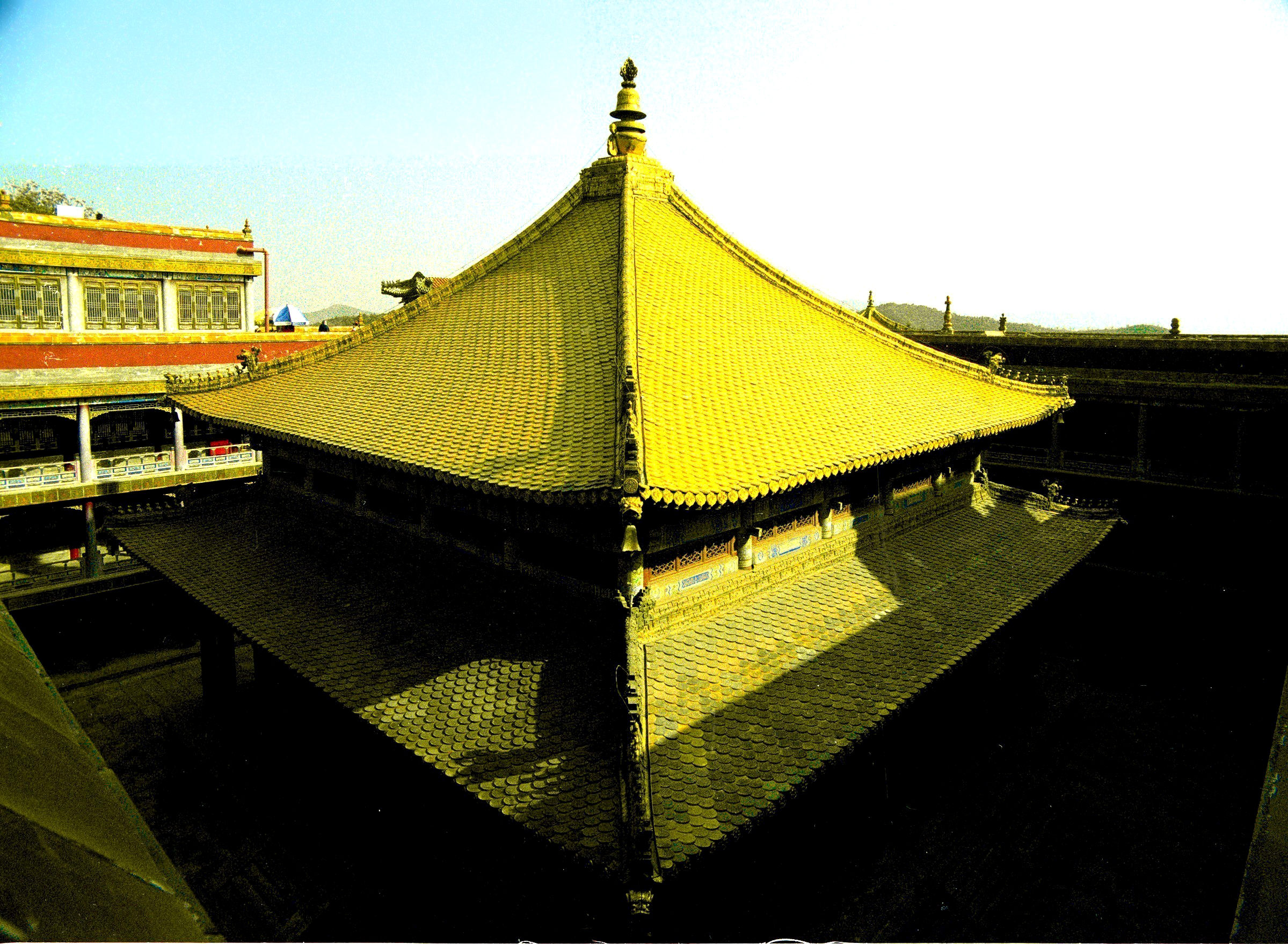
een hol gebogen dakschild op een tempel
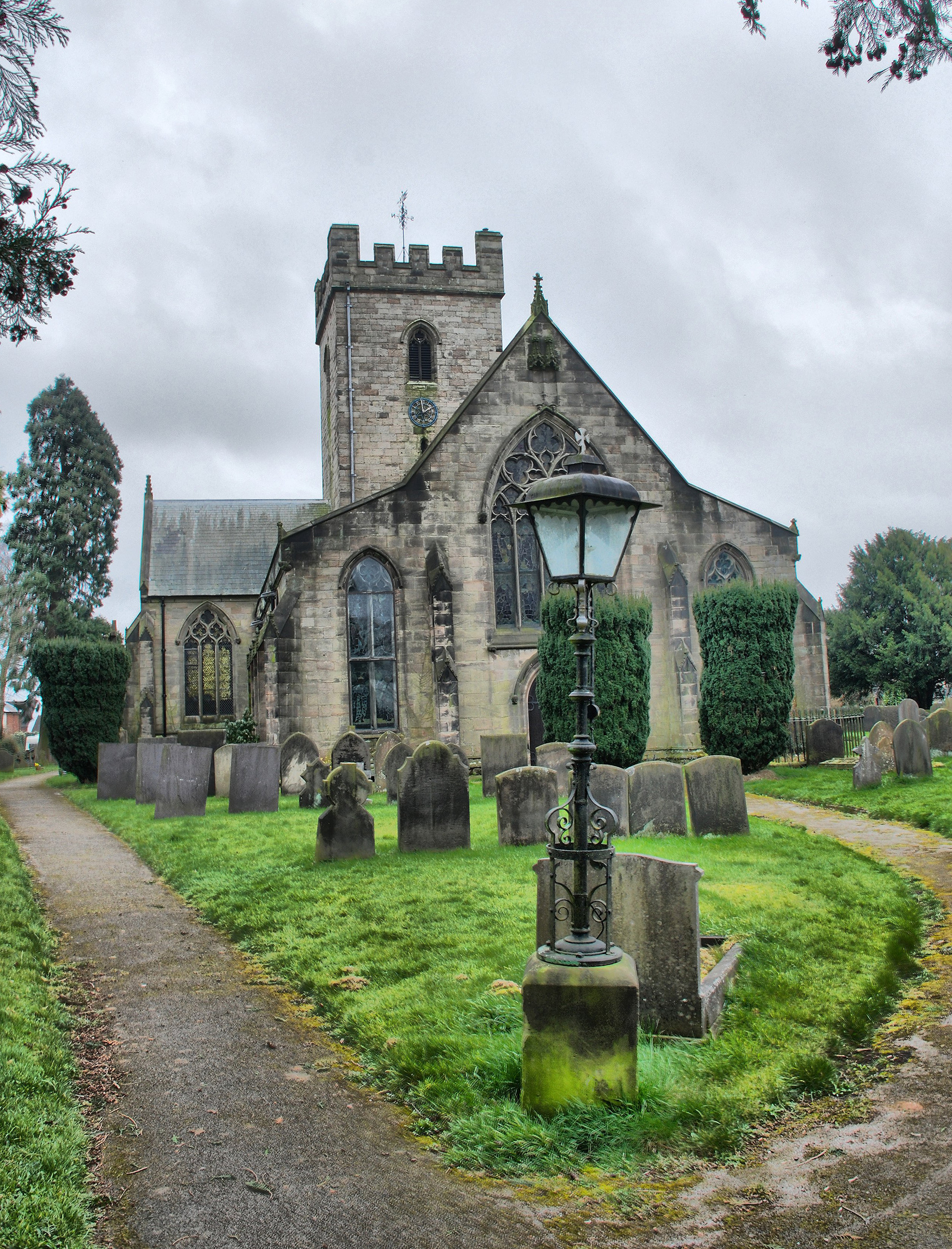
een geknikt dakschild aan weerszijden op een kerk

Wanneer een niet recht dakschild is toegepast bij een torenspits, waarbij alleen de dakvoet van het dak hol gebogen of geknikt is wordt dit een ingesnoerde torenspits genoemd.